# Legge di Verner

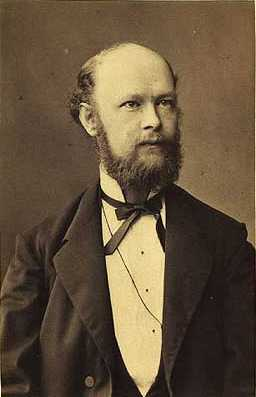
Karl Verner

La legge di Verner, che prende il nome dal linguista danese Karl Verner, descrive il passaggio in proto-germanico dalle occlusive *b, *d, *z, *g e *gʷ alle fricative *f, *θ (trascritta "þ"), *s, *h e *hʷ.

## Problemi non risolti da Grimm
Jacob Grimm non era riuscito a spiegare perché le consonanti occlusive sorde dell'indoeuropeo, oltre a trasformarsi in spiranti sorde nel proto-germanico (legge di Grimm), si trasformavano, in numerosi casi, in spiranti sonore e, successivamente, spesso in occlusive sorde. Ad esempio, oltre alla derivazione del gotico brōþar dall'indoeuropeo *bʰréh₂tēr ‘fratello’ (cfr. sanscrito bhrā́tā, greco attico φράτηρ, phrátēr), spesso si verificava un fenomeno differente. Così, ad esempio, dall'indoeuropeo *ph₂tḗr ‘padre’ (cfr. sanscrito pitā́, greco πατήρ, patḗr) derivava la forma gotica fádar.
Inoltre, non si conosceva la ragione per cui anche */s/ sorda indoeuropea diveniva talvolta la sonora */z/ nel germanico; ad esempio, dall'indoeuropeo *snusós ‘nuora’ derivano proto-germanico *snuzō, norreno snor, snør, antico inglese snoru (in questi ultimi due casi */z/ subì il rotacismo tipico del germanico nordico).

## La legge
La scoperta di Verner fu, secondo la sua formulazione, che il fenomeno di spirantizzazione delle occlusive sorde del proto-germanico, derivate dall'indoeuropeo (Legge di Grimm: p t k > f þ h), si riscontrava allorché non si verificassero contemporaneamente due condizioni:
1) l'occlusiva indoeuropea si trovava tra sonanti, ovvero elementi sonori (vocali e semivocali, consonante nasale o liquida).
2) l'accento libero indoeuropeo cadeva sulla sillaba immediatamente successiva (quindi la consonante che si modifica è in posizione pretonica).
Di conseguenza in presenza di questi criteri avveniva la seguente mutazione:
occlusive sorde (p t k) > occlusive sonore 
Per esempio: 
- indoeuropeo *km̩tóm ‘cento’ > sanscrito śatám, avestico satəm, greco ἑκατόν (hekatòn), composto da ἑ- (da *sm̥ ‘uno solo’, cfr. latino semel ‘una volta’ e greco *σεμς *σμjα *σεμ > εἷς (m.) μία (f.) ἕν (n.) ‘uno’) e -κατόν da *km̥tóm), latino centum /'kɛntum/, ma gotico, antico sassone e antico inglese hund;
- indoeuropeo *sueḱr-uh₂- ‘suocera’ > sanscrito śwaśrū́-, greco ἑκυρά hekyrá (da *σϝεκυρά swekyrá), latino socrus, ma antico inglese sweger

sanscr. pitàr > got. fadar (non *faþar)

## Le fasi della trasformazione
Secondo Verner, dall'indoeuropeo alle lingue germaniche storiche si verificarono due fasi di trasformazione:
1. le occlusive sorde indoeuropee *p, *t, *k e *kʷ e la fricativa dentale indoeuropea *s divennero in tutti i casi, secondo la legge di Grimm, le fricative sorde proto-germaniche *f, *θ ("þ"), *h e *hʷ, con *s invariata;
2. le fricative sorde proto-germaniche rimasero tali, tranne nei casi in cui si trovarono nelle due situazioni previste dalla legge di Verner, che ne condizionarono la sonorizzazione in */v/, */ð/, */ɣ/, */ɣw/ e */z/.

Lo stesso Verner pose (e su questo tutti gli studiosi sono con lui concordi) come necessarie entrambe le condizioni, non secondariamente quella che l'accento libero indoeuropeo fosse ancora operativo al momento della sonorizzazione; ma ciò, come hanno rilevato molti studiosi successivi, potrebbe essere in contrasto con la natura e la successione dei fenomeni così come storicamente avvenuti. La scoperta dello studioso danese avvenne diversi decenni dopo la teorizzazione della legge di Grimm (1822), ma riguarda con ogni probabilità fenomeni fonetici collocabili in un periodo precedente rispetto a quelli studiati da Grimm: la legge di Verner implica ancora l'esistenza dell'accento libero indoeuropeo, mentre la legge di Grimm risulta consistere in un rafforzamento fonetico (processo di "fortizione"), il cui presupposto, secondo molti studiosi, è proprio il già avvenuto irrigidimento dell'accento germanico sulla prima sillaba radicale.
Pertanto è probabile che le trasformazioni siano avvenute tutte in un'unica fase: le occlusive sorde indoeuropee *p, *t, *k, *kʷ, secondo la legge di Grimm, si trasformarono nelle fricative sorde proto-germaniche *f, *þ, *h, *hʷ, mentre la *s sorda rimase invariata tranne quando le sorde indoeuropee si trovavano nelle due condizioni scoperte da Verner. In questi casi divennero fricative sonore "direttamente", oppure, secondo un'altra ipotesi, attraverso una fase di fricative sorde indipendente dalla legge di Grimm. Successivamente confluirono nelle occlusive sonore, secondo un processo generalizzato di despirantizzazione.
| Indoeuropeo         | Proto-germanico     | Lingue germaniche storiche |
| ------------------- | ------------------- | -------------------------- |
| *p, *t, *k, *kʷ, *s | *ƀ, *đ, *ǥ, *ǥw, *z | b, d, g, gw, z             |